# 1947 год в истории железнодорожного транспорта
1947 год в истории железнодорожного транспорта

## События
- В Албании проложена первая железнодорожная линия Дуррес — Пекини длиной 42 километра.[1]
- 10 августа в Азербайджане открыта Бакинская детская железная дорога.
- На Украине открыта Ужгородская детская железная дорога.
- В РСФСР открылась Лойгинская узкоколейная железная дорога.

## Новый подвижной состав

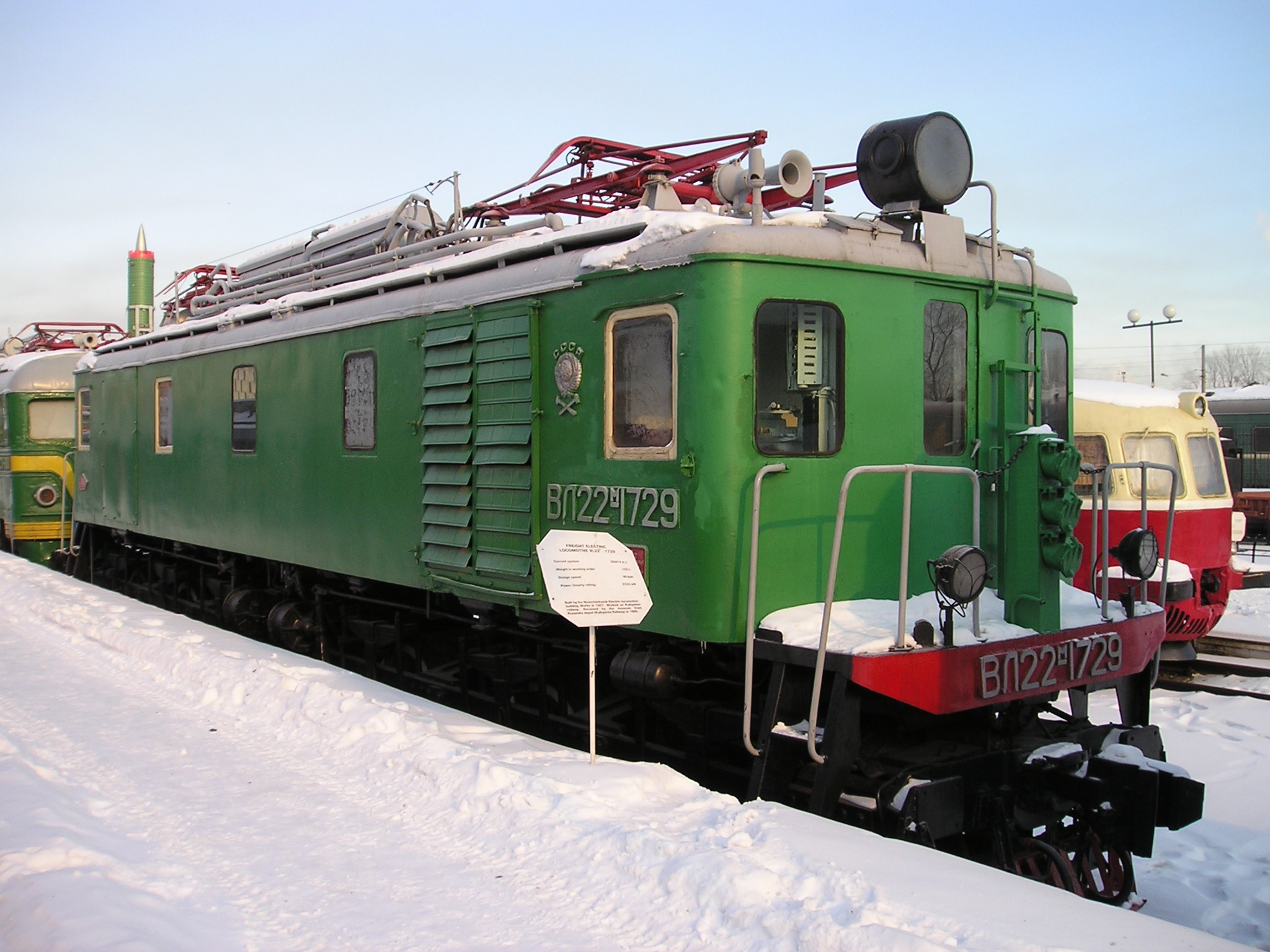
ВЛ22^{М}-1729

- 7 марта — НЭВЗ начал производство электровозов. Выпущен первый электровоз ВЛ22М.
- В Великобритании выпущен первый магистральный тепловоз British Rail Class D16/1 (en).
- SLM начал выпускать электровозы Ge 4/4 I.
- В СССР на Харьковском заводе транспортного машиностроения начато производство тепловозов ТЭ1.[1]
- В Чехословакии на заводах Škoda начался выпуск паровозов серии 475.1.